# Woodfjorden
Le Woodfjorden est un fjord du nord du Spitzberg au Svalbard.

## Géographie
C'est le quatrième plus long fjord du Svalbard. Son embouchure fait face au nord au Wijdefjorden. Il s'étend sur 64 km à l'ouest de la Terre d'Andrée. 

## Histoire
Robert Fotherby découvre et nomme en 1614 Wiche Sound, qui porte de nos jours les noms de Liefdefjorden et Woodfjorden, en l'honneur de Richard Wyche.